# Anita Hegerland
Anita Hegerland, née le 3 mars 1961 à Sandefjord, est une chanteuse norvégienne, célèbre lors de son enfance en Suède et en Allemagne, avant de devenir pendant quelques années la compagne et une des chanteuses du musicien britannique Mike Oldfield.
Anita Hegerland devient célèbre en Suède à l'âge de neuf ans grâce à la chanson Mitt sommarlov (Mes vacances d'été) qui est un tube de l'été 1970, puis avec la chanson Trollkarlen Lurifix (« Le magicien Lurifix »).
Elle connaît ensuite son plus grand succès auprès du public allemand en 1971, en chantant en duo avec Roy Black (un chanteur romantique) Schön ist es auf der Welt zu sein. Elle participe également à quelques films en Allemagne.
En 1984, elle rencontre le musicien britannique Mike Oldfield, lors du passage à Oslo de la tournée que fait ce dernier consécutivement à son album Discovery. Mike Oldfield la sollicite ensuite comme chanteuse pour son 45 tours Pictures in the Dark en 1985, et elle devient sa nouvelle compagne dans les mois qui suivent. Elle reprend, en public, la partie vocale du titre Moonlight Shadow sorti en 1983 sur l'album Crises.
Elle participe comme chanteuse à plusieurs albums de Mike Oldfield :  Islands (1987), Earth Moving (1989) et Heaven's Open (1991). Dans la même période, elle a publié un album solo : Voices.
Le couple se sépare en 1991. Anita Hegerland retourne ensuite vivre en Norvège, avec les deux enfants qu'elle a eu avec le musicien : Greta (1988) et Noah (1990). Elle vit maintenant sur l'île de Nesøya, près d'Oslo, avec le père de son troisième enfant.
Elle parle couramment le norvégien, l'anglais, l'allemand, le suédois, et le danois.